# Caserna General Suprema de les Potències Aliades a Europa
La Caserna General Suprema de les Potències Aliades a Europa (anglès: Supreme Headquarters Allied Powers Europe, SHAPE) és la caserna general del Comandament Aliat d'Operacions de l'Organització del Tractat de l'Atlàntic Nord.
La seva primera ubicació, en 1953, estava a Rocquencourt, prop de Versalles, França.
Des de 1967 es troba a Casteau, al nord de Mons, Bèlgica. De 1951 a 2003, el SHAPE va ser la caserna general del Comandament Aliat a Europa. Des de 2003 és la caserna general del Comandament Aliat d'Operacions, que controla totes les operacions de l'OTAN a tot el món.
Encara que l'àmbit geogràfic de les seves activitats es va ampliar en 2003, el SHAPE va mantenir el seu nom tradicional amb referència a Europa per raons jurídiques. En aquest moment, el comandament de l'OTAN en Lisboa, que històricament formava part del Comandament Atlàntic, va ser reassignat al Comandament Aliat d'Operacions. El comandant del Comandament Aliat d'Operacions també ha conservat el títol de «comandant suprem aliat a Europa» (Supreme Allied Commander Europe, SACEUR), i continua sent un general de quatre estrelles dels Estats Units que també exerceix la funció de comandant del Comandament Europeu dels Estats Units.

## Història

### Origen
L'OTAN va establir per primera vegada una estructura militar integrada després que la Guerra de Corea plantegés dubtes sobre la força de les defenses d'Europa contra un atac soviètic. La primera opció per a comandant suprem aliat a Europa va ser el general de l'Exèrcit estatunidenc Dwight D. Eisenhower, ja que havia dirigit amb èxit els desembarcaments aliats a Normandia i la posterior marxa a Alemanya durant la Segona Guerra Mundial, enmig de moltes controvèrsies entre aliats sobre el correcte desenvolupament de la campanya al front occidental. El 19 de desembre de 1950, el Consell de l'Atlàntic Nord va anunciar el nomenament del general Eisenhower com primer SACEUR.
El mariscal de camp britànic Bernard Law Montgomery va ser traslladat de la Unió Occidental, organització de defensa predecessora de l'OTAN, per a convertir-se en el primer comandant adjunt del SACEUR, càrrec que ocuparia fins a 1958. En el tercer volum de l'obra de Nigel Hamilton, La vida de Montgomery de Alamein, es dona una bona idea de l'enfocament exigent i incansable de Montgomery per a millorar la preparació del comandament, la qual cosa li va causar una gran quantitat de sentiments oposats. En establir el comandament, els primers planificadors de l'OTAN es van basar en gran manera en els plans i el personal de la Unió Occidental.

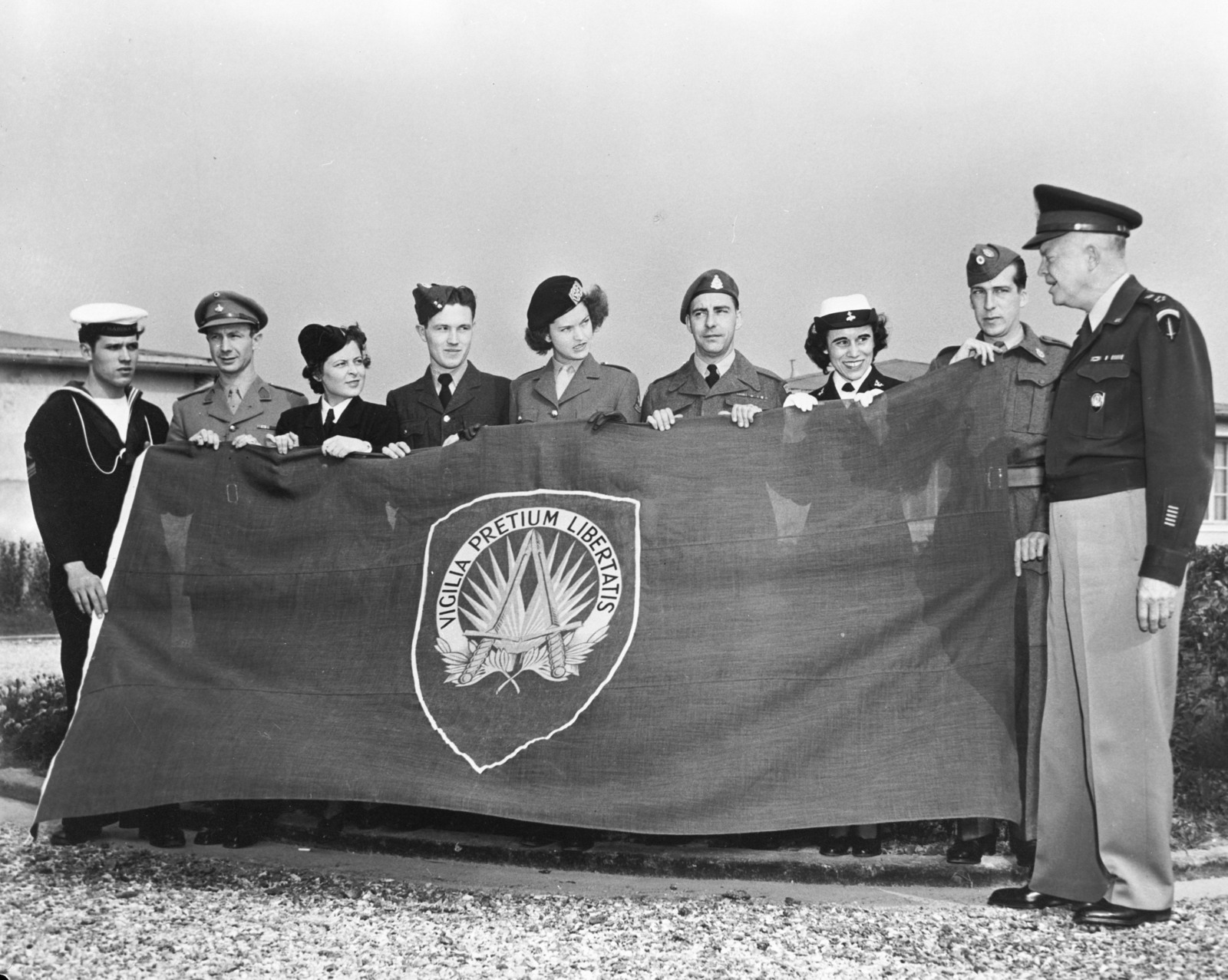
El general Eisenhower davant la bandera del SHAPE el 1951.

El general Eisenhower va arribar a París l'1 de gener de 1951 i ràpidament es va posar a treballar amb un petit grup de planificadors per a dissenyar una estructura per al nou comandament europeu. El grup de planificació va treballar a l'Hotel Astoria, al centre de París, mentre que la construcció d'una instal·lació permanent va començar a Rocquencourt, a l'oest de la ciutat, a Camp de Voluceau.
El disseny dels mecanismes de comandament a la Regió Central, que contenia la major part de les forces de l'OTAN, va resultar ser molt més complicada. El general Eisenhower va considerar la possibilitat de nomenar allí també a un comandant en cap general, però aviat es va adonar que seria difícil trobar un acord que satisfés a les tres grans potències amb forces a la Regió Central —Estats Units, Regne Unit i França—, ja que tenien punts de vista molt diferents sobre la relació adequada entre el poder aeri i el terrestre. Basant-se en la seva experiència en la Segona Guerra Mundial, el general Eisenhower va decidir mantenir el control general per ell mateix i no va nomenar un comandant en cap per a la Regió Central. En el seu lloc, hi hauria tres comandants en cap separats (aire, terra i mar).
El desembre del 1950 es va anunciar que les forces que inicialment estarien sota el comandament del general Eisenhower serien el Setè Exèrcit dels Estats Units a Alemanya Occidental, l'Exèrcit Britànic del Rin, amb la 2a Divisió d'Infanteria i la 7a Divisió Blindada, que serien reforçades per la 11a Divisió Blindada i una altra divisió d'infanteria, tres divisions franceses a Alemanya i Àustria, les brigades danesa, belga i les Brigades independents noruegues a Alemanya, i les guarnicions estatunidenques i britàniques a Àustria, Trieste i Berlín. Quatre dies després de l'arribada d'Eisenhower a París, el 5 de gener de 1951, el ministre de Defensa italià, Randolfo Pacciardi, va anunciar que es formarien tres divisions italianes com la «contribució inicial d'Itàlia a l'Exèrcit atlàntic», i que aquestes divisions també estarien sota el control d'Eisenhower.

### Estructura de comandament inicial

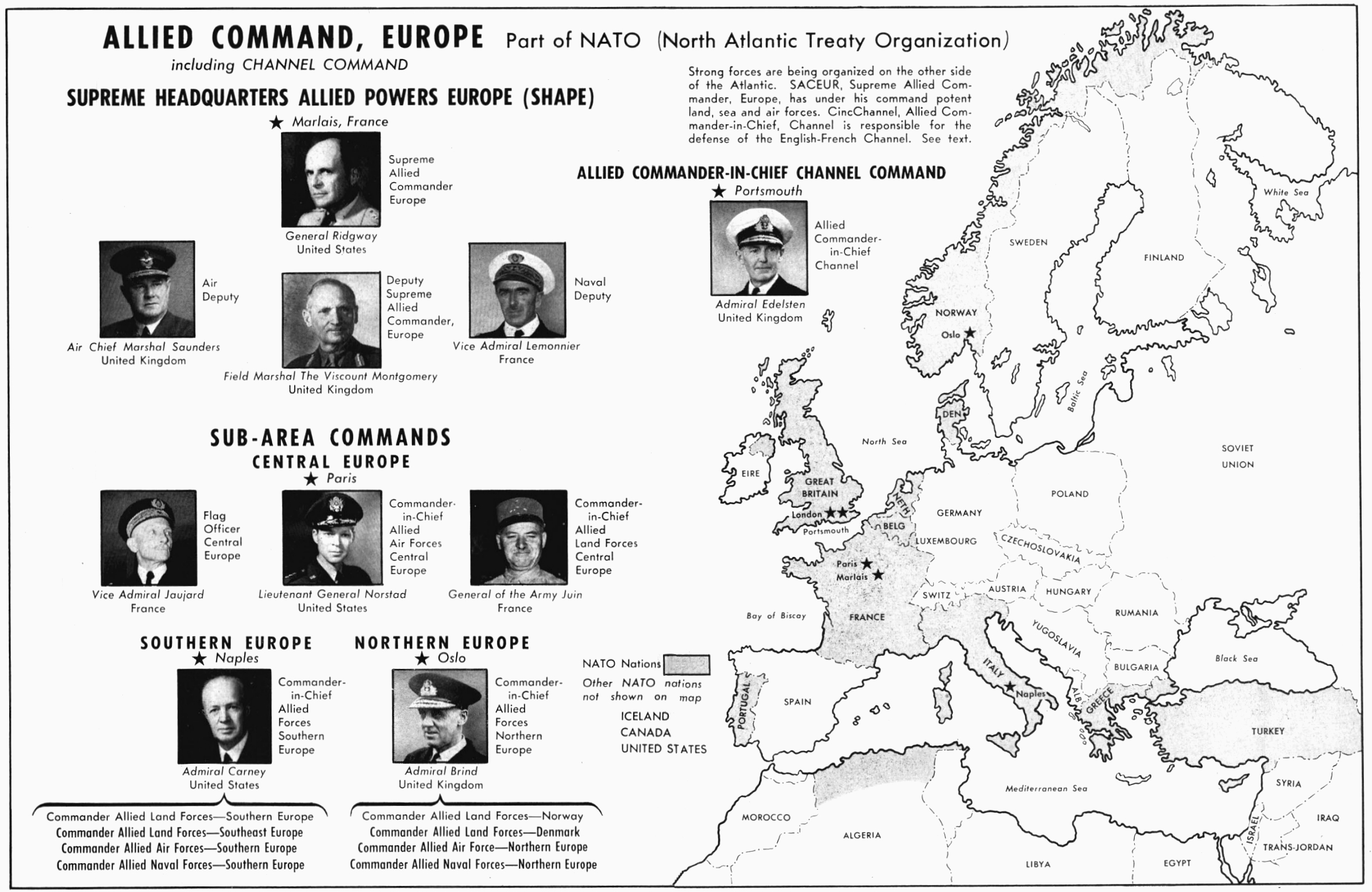
Organització del Comandament Aliat a Europa en 1952.

El 2 d'abril de 1951, el general Eisenhower va signar l'ordre d'activació del Comandament Aliat a Europa i la seva caserna general al SHAPE. La Caserna General de les Forces Aliades d'Europa central es va activar a Fontainebleau (França) en 1953. Aquest mateix dia es van activar les seus subordinades del Comandament Aliat d'Operacions al nord i centre d'Europa, i a la Regió Sud al juny.
En 1954, les forces del Comandament Aliat a Europa estaven compostes per les Forces Aliades del Nord d'Europa (a Oslo, Noruega), les Forces Aliades d'Europa Central (Fontainebleau), les Forces Aliades del Sud d'Europa (París/Nàpols) i les Forces Aliades del Mediterrani a Malta.
Els comandaments i comandants en 1957 eren:
- Comandant suprem aliat a Europa (SACEUR) – General Lauris Norstad, Força Aèria dels Estats Units.
  - Vicecomandant suprem aliat a Europa (DSACEUR) – Mariscal de camp Bernard Law Montgomery, Exèrcit Britànic.
    - Cap d'Estat Major (COFS) – General Cortlandt V. R. Schuyler, Exèrcit dels Estats Units.

  - Forces Aliades d'Europa Septentrional (AFNORTH) – Tinent general Cecil Sugden, Exèrcit Britànic.
  - Forces Aliades d'Europa Central (AFCENT) – General Jean-Étienne Valluy, Exèrcit de Terra Francés.
    - Forces Aèries Aliades d'Europa Central (AAFCE) – Mariscal de camp George Mills, Real Força Aèria Britànica.
    - Grup d'Exèrcits del Nord (NORTHAG) – General Richard Nelson Gale, Exèrcit Britànic.
    - Grup d'Exèrcits del Centre (CENTAG) – General Henry E. Hodes, Exèrcit dels Estats Units.

  - Forces Aliades d'Europa Meridional (AFSOUTH) – Almirall R. P. M. Bristol, Armada dels Estats Units.
    - Força Naval d'Atac i Suport d'Europa Meridional (STRIKFORSOUTH) – Vicealmirall Charles R. Brown, Armada dels Estats Units.

  - Forces Aliades del Mediterrani (AFMED) – Almirall Ralph Edwards, Marina Reial Britànica.

### Plans i exercicis
En la tardor de 1952 es van realitzar quatre exercicis en l'àrea del Comandament Aliat a Europa. Blue Alliance va ser un important exercici de la força aèria aliada perquè les Forces Aèries Aliades d'Europa Central (AAFCE) aconseguissin la supremacia aèria sobre el front centreeuropeu i proporcionessin suport aeri pròxim a les forces terrestres del NORTHAG sota el comandament global del tinent general Lauris Norstad, de la USAF. Dos exercicis de 1952 a la Regió Central van involucrar forces combinades aire-terra. Equinox va ser un important exercici aire-terra en el que hi van participar unitats aèries tàctiques franco-americanes i una unitat d'infanteria aerotransportada francesa sota el comandament del general Alphonse Juin, de l'Exèrcit francès. Holdfast va ser un important exercici aliat aire-terra en el que hi van participar 150.000 soldats de l'Exèrcit britànic del Rin, neerlandesos, belgues i canadencs del Grup d'Exèrcits del Nord de l'OTAN en coordinació amb les Forces Aèries Aliades d'Europa Central. Van maniobrar a l'est del riu Rin en la Zona d'ocupació britànica sota el comandament general del tinent general Richard Nelson Gale, de l'Exèrcit britànic. Finalment, Rosebud va involucrar maniobres terrestres del Setè Exèrcit dels Estats Units en la zona d'ocupació estatunidenca a Alemanya.
Els plans inicials que contemplaven la defensa d'Europa Occidental d'una invasió soviètica es basava en gran manera en armes nuclears (Doctrina Eisenhower), amb les forces convencionals actuant simplement com un «parany de llaç». La política enunciada en el document MC14/1 del Comitè Militar, publicat al desembre de 1952, considerava que la defensa d'Alemanya era principalment una acció dilatòria per permetre que s'establís una línia de resistència al llarg dels rius IJssel i Rin. Les forces convencionals intentarien mantenir aquesta línia mentre les forces aèries estratègiques aliades derrotaven als soviètics i als seus aliats destruint la seva economia i infraestructura.
El que aquesta estratègia va significar per la batalla terrestre a la Regió Central va ser descrita amb finalitats publicitaris al gener de 1954 pel llavors comandant suprem aliat a Europa Alfred Gruenther com:
| « | Tenim... un escut aire-terra que, si bé encara no és prou fort, obligaria un enemic a concentrar-se abans d'atacar. En fer-ho, la força de concentració seria extremadament vulnerable a les pèrdues dels atacs amb armes atòmiques... Ara podem usar armes atòmiques contra un agressor, llançades no sols amb avions de llarg abast, sinó també amb avions de curt abast, i amb artilleria de 280 mm. Aquest equip d'aire-terra constitueix un escut molt eficaç, i lluitaria molt bé en cas d'atac... | » |

En 1957, el SACEUR Lauris Norstad, de la Força Aèria dels Estats Units (USAF), assenyalant la superioritat numèrica de les forces soviètiques i del Pacte de Varsòvia sobre les forces terrestres de l'OTAN, va demanar que s'establissin «unes trenta» divisions per a augmentar el front centreeuropeu de l'OTAN. Aquest any, el Comandament Aliat a Europa va dur a terme l'Operació Contraatac, en la qual van participar forces de l’AFCENT en el continent europeu, i altres dos grans exercicis militars al setembre de 1957. L'exercici Strikeback va ser una sèrie de maniobres navals multilaterals que es van concentrar en el flanc de l'Atlàntic aquest i nord d'Europa de l'OTAN. En l'exercici Deep Water van participar portaavions i forces d'assalt amfíbies de l'OTAN que operaven al llarg del flanc sud de l'OTAN en la mar Mediterrània.
Per a millorar la preparació militar i la integració de l'aliança, l'OTAN va continuar organitzant exercicis militars anuals en tot l'àmbit de l'aliança cada tardor (FALLEX), planejats i executats conjuntament per les forces de la SACEUR i la SACLANT.
Tanmateix, a partir de 1967, en el marc de la «resposta flexible», l'objectiu es va convertir a crear forces convencionals perquè, si fos possible, no es necessitessin armes nuclears. No obstant això, es va deixar clar que el primer ús d'armes nuclears podria ser necessari si s'estaven superant les defenses convencionals. Finalment, es va assignar al SACEUR el control de la planificació d'un petit nombre de submarins de míssils balístics estatunidencs i britànics, i es van desplegar a Europa unes 7000 armes nuclears tàctiques.

### Trasllat a Bèlgica
Un dels esdeveniments més significatius en la història del Comandament Aliat a Europa va ser la retirada de França de l'estructura militar integrada de l'OTAN. Aquest moviment va obligar al SHAPE i d'altres casernes generals del Comandament Aliat a Europa a abandonar el territori francès. El ressentiment de França per l'estructura militar de l'OTAN s'havia anat gestant durant alguns anys, a mesura que els successius governs francesos s'indignaven cada vegada més per la dominació angloamericana de l'estructura de comandament i la insuficient influència francesa. Al febrer de 1966, el president Charles de Gaulle va declarar que el canvi de l'ordre mundial havia «despullat a l'OTAN de la seva justificació» per a la integració militar, i poc després França va declarar que es retirava de l'estructura militar de l'OTAN. Es va informar el SHAPE i a totes les altres instal·lacions de l'OTAN, inclosa la seu política de l'OTAN i la Caserna General de les Forces Aliades d'Europa Central (AFCENT), que havien d'abandonar el territori francès a l'abril de 1967.
Bèlgica es va convertir en la nació amfitriona tant de la seu política de l'OTAN com del SHAPE. El llavors general Lyman Lemnitzer, SACEUR, esperava que el SHAPE estigués situat prop de la caserna general de l'OTAN, com havia passat a París, però les autoritats belgues van decidir que el SHAPE havia d'estar situat almenys a cinquanta quilòmetres de Brussel·les, la nova ubicació de l'OTAN, ja que el SHAPE era un important objectiu militar en temps de guerra. El govern belga va oferir Camp de Casteau, un campament d'estiu de l'Exèrcit belga de dos quilòmetres quadrats prop de Mons, que era una zona que necessitava una inversió econòmica addicional. El setembre del 1966, l'OTAN va acordar que Bèlgica acolliria el SHAPE a Casteau. El SHAPE va tancar les seves instal·lacions a Rocquencourt, prop de París, el 30 de març de 1967, i l'endemà va celebrar una cerimònia amb motiu de la inauguració de la nova seu a Casteau.
La reducció de la flota mediterrània britànica, les dificultats militars de l'estructura de comandament políticament decidida i la retirada dels francesos de l'estructura de comandament militar van obligar a reorganitzar els mecanismes de comandament a la regió meridional. Les Forces Aliades del Mediterrani es van dissoldre el 5 de juny de 1967, i totes les forces del sud i del Mediterrani van ser assignades a la AFSOUTH a Nàpols. Això va deixar al SHAPE i al Comandament Aliat a Europa amb tres comandaments subordinats: AFNORTH cobreix Noruega i Dinamarca, AFCENT la major part d'Alemanya, i AFSOUTH Itàlia, Turquia, Grècia, i la resta de la regió sud.

### Els anys setanta: Haig i Rogers
La nova seu de la caserna general en Mons, Bèlgica, va ser el centre d'atenció internacional de tant en tant a mesura que els nous comandants suprems aliats anaven i venien, sent un dels més notables el general Alexander Haig. Haig, que s'havia retirat del servei militar per a servir com cap de Gabinet de la Casa Blanca per al president Richard Nixon durant les profunditats de l'escàndol Watergate, va ser instal·lat abruptament com SACEUR després del desenllaç del Watergate. Haig va arribar en 1974. Algunes notes disperses sobre la seva època en el SHAPE estan gravades en el llibre de Colodny i Shachtman The Forty Years War. PPersona de costums, Haig va prendre el mateix camí cap a SHAPE tots els dies, un patró de comportament que no va passar desapercebut per als grups terroristes. El 25 de juny de 1979, Haig va ser l'objectiu aparent d'un intent d'assassinat a Mons. Una mina terrestre va explotar sota el pont en el qual viatjava el cotxe de Haig, no aconseguint per poc el cotxe de Haig, però ferint a tres dels seus guardaespatlles que anaven en el següent cotxe. Més tard, les autoritats van atribuir la responsabilitat de l'atac al grup terrorista alemany Fracció de l'Exèrcit Roig.
El successor de Haig, el general Bernard W. Rogers, es va convertir en una espècie d'institució a Europa quan l'excap d'Estat Major de l'Exèrcit dels Estats Units va ocupar el càrrec durant gairebé vuit anys; una breu protesta va sorgir de les altres capitals de l'OTAN quan l'administració dels Estats Units va programar la jubilació de Rogers en 1987.

### Anys vuitanta i noranta
En 1986, el Comandament Aliat a Europa tenia tres comandaments subordinats principals, per al nord, centre i sud d'Europa, així com comandaments més petits.
| - Forces Aliades d'Europa Septentrional, Kolsås, Noruega - Forces Aliades al Nord de Noruega, Bodø, Noruega - Forces Aliades al Sud de Noruega, Stavanger, Noruega - Forces Aliades en l'Accés al Bàltic, Karup, Dinamarca - Forces Terrestres Aliades, Schleswig-Holstein i Jutlàndia, Rendsburg, Alemanya - Forces Terrestres Aliades, Seeland, Ringsted, Dinamarca - Forces Aèries Aliades, accés al Bàltic, Karup, Dinamarca - Forces Navals Aliades, accés al Bàltic, Karup, Dinamarca - Força Mòbil del Comandament Aliat a Europa, Seckenheim, Alemanya - Comandament d'Atac de la RAF, RAF High Wycombe, el Regne Unit - Força Aèria d'Alerta Primerenca de l'OTAN, Caserna General de Maisieres, Bèlgica | - Forces Aliades d'Europa Central, Brunssum, Països Baixos - Grup d'Exèrcit del Nord (NORTHAG), JHQ Rheindahlen - Grup d'Exèrcit del Centre (CENTAG), Campbell Barracks Heidelberg - Forces Aèries Aliades a Europa Central, Base Aèria de Ramstein - Segona Força Aèria Tàctica Aliada, Base Aèria de la RAF en Rheindahlen, Alemanya - Quarta Força Aèria Tàctica Aliada, Heidelberg | - Forces Aliades d'Europa Meridional, Nàpols, Itàlia - Forces Terrestres Aliades d'Europa del Sud, Verona, Itàlia - Forces Terrestres Aliades d'Europa Sud-oriental, Esmirna, Turquia - Forces Aèries Aliades d'Europa del Sud, Nàpols - Forces Navals d'Atac i Suport d'Europa Meridional, Nàpols - Forces Navals Aliades a Europa Meridional, Nàpols - Forces Aèries Marítimes del Mediterrani - Força Submarina del Mediterrani - Força Naval d'Atac del Mediterrani - Comandant del Mediterrani Occidental - Comandant del Mediterrani Central - Comandant del Mediterrani Oriental - Comandant del Mediterrani Nord-est |

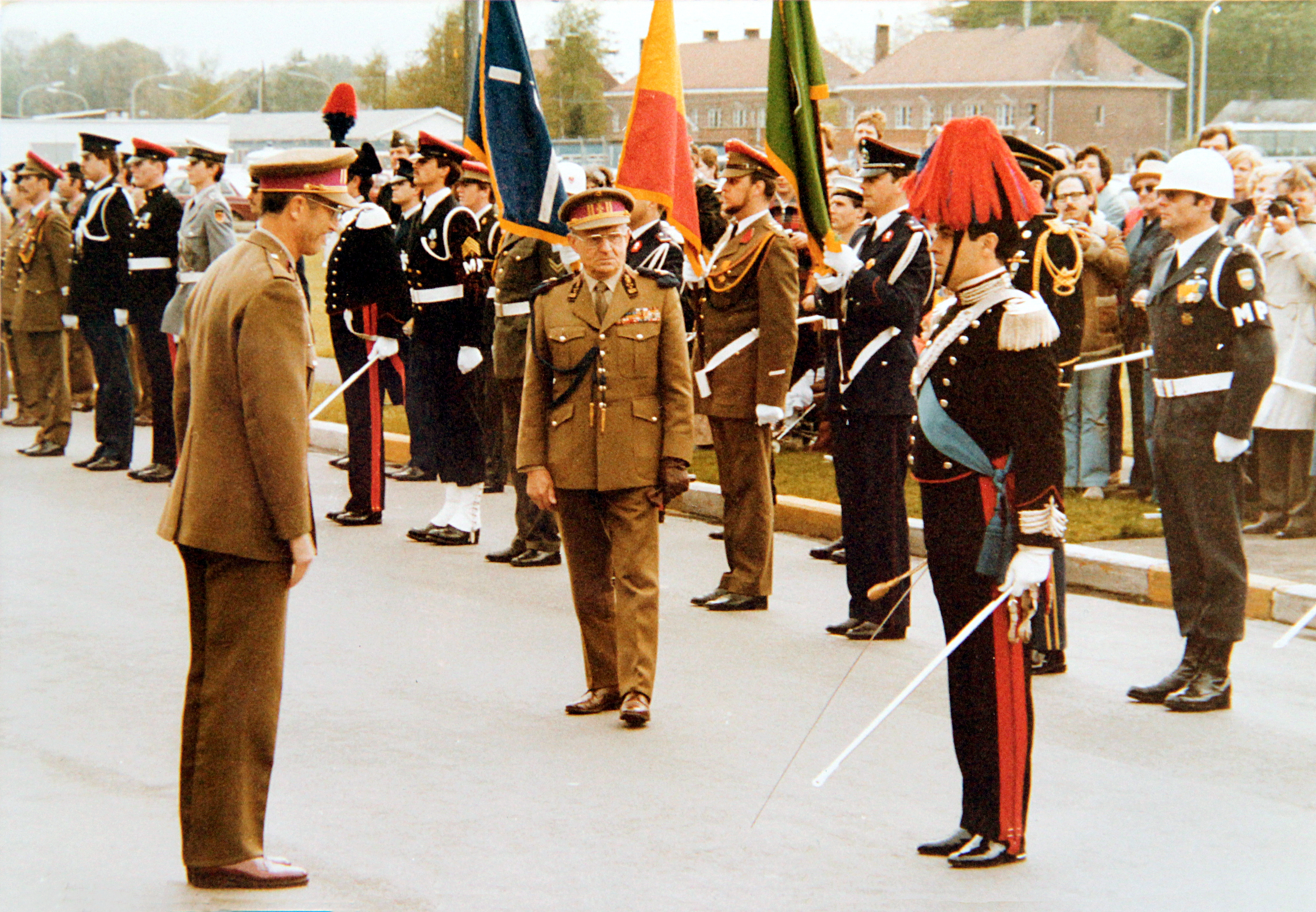
1981 - La guàrdia d'honor de Shape es presenta al Rei Balduí I durant la seva visita a la Caserna General Suprema de les Potències Aliades a Europa en Maisières (Bèlgica).

A partir de 1993, la plantilla del Comandament Aliat a Europa es va reduir d'acord amb les reduccions de personal ja en curs des de 1990 i amb el Pla Schaefer, elaborat pel general alemany retirat Shaefer. L'objectiu de Shaefer era iniciar el primer esforç per a racionalitzar l'estructura de l'OTAN durant la Guerra Freda i adaptar-la a les noves circumstàncies. El personal de la seu va passar de 18.354 persones en 1990 a 12.919 en 1996, les despeses van passar de 621 a 482 milions de dòlars en el mateix període. Des de 1994 fins a 1999, va haver-hi tres comandaments subordinats majors del Comandament Aliat a Europa: Forces Aliades del Nord-oest d'Europa en RAF High Wycombe, Forces Aliades d'Europa Central en Brunssum, Holanda, i AFSOUTH a Nàpols.
Després de moltes discussions dins de l'Aliança, el sistema de tres comandaments subordinats del Comandament Aliat a Europa es va reduir a dos que, després de 1996, cobrien la mateixa àrea, un per al nord dels Alps i un altre per al sud. els Estats Units desitjava mantenir tres comandaments, argumentant que «l'abast del control podria ser excessiu». Els funcionaris del Pentàgon temien en aquest moment que si s'hagués adoptat l'estructura de dos comandaments, algunes funcions a nivell del MSC haurien hagut de ser traslladades «cap avall» en la nova estructura. Però mentre que els Estats Units finalment va haver de cedir en una reducció a dos comandaments, va tenir èxit en què un oficial europeu no va ser posat a càrrec del nou comandament del sud (ara Comandament Aliat de Forces Conjuntes de Nàpols), un moviment que França i Alemanya van secundar. A pesar que el president francès Jacques Chirac va intercanviar cartes personalment amb Bill Clinton sobre el tema al setembre-octubre de 1997, Estats Units es van mantenir ferms i avui dia un almirall estatunidenc segueix a càrrec del comandament de Nàpols. A més dels dos comandaments continentals AFNORTHWEST va cobrir el Regne Unit i Escandinàvia.
Una jubilació anticipada va tornar a interrompre la caserna general de Mons l'any 2000 quan el general Wesley Clark va ser substituït pel general de la Força Aèria Joseph Ralston. Encara que el relleu es va presentar públicament com una mesura purament administrativa, necessària a causa de la imminent jubilació de Clark i a la falta d'un lloc obert de quatre estrelles per al molt respectat Ralston (una realitat que l'hauria obligat a acceptar un descens temporal al rang de dues estrelles o a retirar-se del servei), el relleu de Clark ha estat vist sovint com una bufetada al general per part d'un dirigent del Pentàgon que havia estat molt en desacord amb ell durant la guerra de Kosovo la primavera anterior.
A partir de principis de la dècada de 2000, el Comandament Aliat a Europa, a mesura que va anar creixent, va tenir més i més activitats relacionades amb la Força de Resposta de l'OTAN. No obstant això, després que Estònia, Letònia i Lituània s'unissin a l'Aliança, i especialment després de la guerra d'Ossètia del Sud de 2008, es va començar a prestar més atenció a les obligacions bàsiques de defensa de l'Article 5 de l'OTAN. Les preocupacions dels tres països bàltics se centraven específicament en una possible amenaça russa. Així doncs, encara que alguns exercicis es van dur a terme de manera ostentosa per a preparar la NRF, a vegades també incloïen aspectes relacionats amb l'article 5. Entre aquests exercicis de doble propòsit es trobava Steadfast Jazz, part de la sèrie d'exercicis Steadfast de l'OTAN, que es va dur a terme al novembre de 2013 en diversos països de l'OTAN, entre ells Polònia i els països bàltics.

### Estructura creada en 2003
En 2003, es va crear una bandera francesa en la caserna general del SHAPE en Mons després del retorn, després de gairebé quaranta anys, d'oficials francesos a la caserna general. uinze oficials francesos, inclòs el general Jean-Jacques Bart, treballen allí, d'un total de 1100 efectius. No obstant això, es consideraven «inserits» i no «integrats», ja que no se'ls podia ordenar que es desplacessin sense l'aprovació prèvia de França.
Es va desenvolupar una nova estructura amb tres casernes generals principals sota el Comandament Aliat d'Operacions:

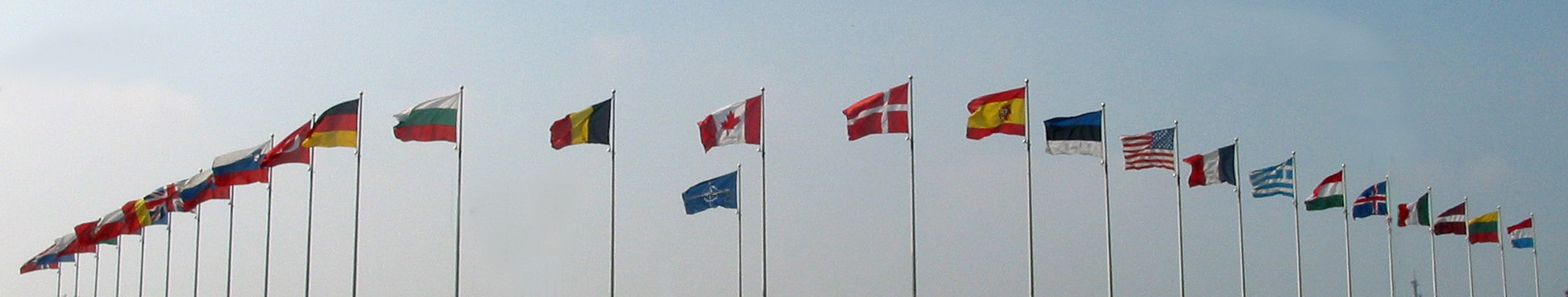
Banderes dels països de l’OTAN davant del SHAPE (2006).

- Allied Joint Force Command Brunssum, Països Baixos;
  - Component Command - Air, Ramstein, Alemanya;
  - Component Command - Maritime, Northwood, Regne Unit;
  - Command Component - Land, Heidelberg, Alemanya;
- Allied Joint Force Command Lisbon, Portugal;
- Allied Joint Force Command Naples, Italia;
  - Component Command - Air, Esmirna, Turquia;
  - Component Command - Maritime, Nàpols, Itàlia;
  - Component Command - Land, Madrid, Espanya.

Entre 2003 i 2006, es va crear una nova categoria de forces, principalment per a millorar la flexibilitat i l'abast de les forces terrestres. L'estructura incorporava sis «casernes generals del Cos de Desplegament Ràpid de l'OTAN». Els cossos de desplegament ràpid de l'OTAN, constituïts a partir d'octubre de 2003, es denominen Forces d'Alta Disponibilitat (HRF) i estan dissenyats per a poder reaccionar a curt termini. Encara que aquestes forces no poden desplegar-se en un termini d'alerta de cinc dies com la Força de Resposta de l'OTAN (NRF), tenen una capacitat de manteniment en combat més llarga que la NRF, que es limita a trenta dies.
- Cos Aliat de Reacció Ràpida amb base en la Caserna Imjin en Innsworth, el Regne Unit, que pot desplegar-se ràpidament en un termini de cinc dies, però manca de capacitat sostinguda, limitada a trenta dies en combat. Serviria com una força avançada per al seguiment de les forces de l'OTAN;
- Primer Cos d'Alemanya-Països Baixos, amb base en Münster, Alemanya;
- Cos Italià de Desplegament Ràpid de l'OTAN, amb base en la Caserna de Ugo Mara en Solbiate Olona, prop de Milà, Itàlia;
- 3r cos/cos de desplegament ràpid de l'OTAN – Turquia (NRDC-T), prop de Istanbul, Turquia;[38]
- Caserna General Terrestre d'Alta Disponibilitat a València, Espanya.[39]
- Cos de Desplegament Ràpid de l'OTAN - Grècia, amb base a Salònica, Grècia.

La Caserna General del Cos Multinacional del Nord-est, amb seu a Szczecin, Polònia, va ser classificat, juntament amb el degradat cos grec, com la tercera força desplegable de la capacitat de desplegament ràpid de l'OTAN. La Caserna General de l'Eurocos, a Estrasburg, França, és una força de la Unió Europea amb un acord tècnic que la vincula a l'OTAN.
En 2017, hi havia nou casernes generals de la Força de Reacció Ràpida:
- 1 German-Netherlands Corps, Münster, Alemanya;
- Allied Rapid Reaction Corps (ARRC), Innsworth, Regne Unito;
- Multinational Corps Northeast (MNC-NE), Szczecin, Polònia;
- NATO Rapid Deployable Corps Italy (NRDC-IT), Solbiate Olona, Itàlia;
- NATO Rapid Deployable Corps Spain (NRDC-Spain), València, Espanya
- NATO Rapid Deployable Corps Turkey (NRDC-T), Istanbul, Turquia;
- NATO Deployable Corps Greece (NRDC-GR), Salònica, Grècia;
- Rapid Reaction Corps France (RRC-FR), Lilla, França.[40]

En 2004 es van certificar les següents casernes generals (marítims) de les forces d'alta disponibilitat:
- Comandant de la Caserna General de les Forces Marítimes Italianes a bord del Giuseppe Garibaldi;
- Comandant de la Caserna General de les Forces Marítimes Espanyoles (HQ COMSPMARFOR) a bord del Castilla;
- Comandant de la Caserna General Forces Marítimes del Regne Unit (HQ COMUKMARFOR).

La Força Naval d'Atac i Suport de l'OTAN (STRIKFORNATO), amb base a Gaeta, Itàlia, liderada pels Estats Units, està comandada pel comandant de la Sisena Flota dels Estats Units, i també forma part de l'Estructura de Forces de l'OTAN. El STRIKFORNATO és l'únic comandament capaç de dirigir un grup de treball marítim ampliat.
La formació final és el comandant de la Marina nacional de França, inicialment a bord del Charles de Gaulle, i després a bord del buc anfibi Mistral. El component naval francès procedeix de la Force d'action navale, la flota de superfície de l'Armada francesa.
Les Forces de Defensa d'Islàndia, van continuar existint com un destacament del Comandament Aliat d'Operacions, igual que el Comandament Aliat de Submarins, un comandament de l'OTAN basat al COMSUBLANT de l'Armada dels Estats Units. També s'ha creat un centre de coordinació d'operacions especials i un centre d'intercanvi d'informació d'intel·ligència en el si del SHAPE.
A mesura que es van establir forces de reacció ràpida més capaces, es van dissoldre les antigues «brigades de bombers», inclosa la Força Mòbil del Comandament Aliat a Europa que es va dissoldre el 30 d'octubre de 2002.
A més el Comandament Aliat d'Operacions té a la seva disposició forces en actiu com:
- NATO Airborne Early Warning Force (NAEWF);
- Standing NATO Maritime Group 1 (SNMG1);[45]
- Standing NATO Maritime Group 2 (SNMG2);
- Standing NATO Mine Countermeasures Group 1 (SNMCMG1);
- Standing NATO Mine Countermeasures Group 2 (SNMCMG2).

El suport aeri per als viatges del SACEUR és proporcionat pel 309è Esquadró de Transport Aeri de la USAF en la base aèria de Chièvres, Bèlgica.
En 2012 i 2013, l'OTAN es va sotmetre a una reorganització del comandament militar, es van desactivar els comandaments del component terrestre a Heidelberg i Madrid, es va tancar el comandament del component marítim a Nàpols i també es va tancar el comandament del component aeri a Esmirna.

## Estructura

Bandera del SACEUR.

Avui dia, el Comandament Aliat d'Operacions és un dels dos comandaments estratègics de l'OTAN (l'altre és el Comandament Aliat de Transformació).

### Caserna general d'operacions de la Força Conjunta
Sota aquesta estructura, hi ha dues casernes generals operacionals de la força conjunta i diversos comandaments de servei únic sota el Comandament Aliat d'Operacions:
- Comandament de la Força Conjunta Aliada de Brunssum (JFCBS) a Brunssum, Països Baixos.
- Comandament de la Força Conjunta Aliada de Nàpols (JFCNP) a Nàpols, Itàlia.

### Comandaments de servei únic
- Comandament Aeri Aliat (AIRCOM) a Ramstein, Alemanya.
- Comandament Terrestre Aliat (LANDCOM) a Izmir, Turquia.
- Comandament Marítim Aliat (MARCOM) a Northwood, el Regne Unit.

### Altres comandaments
- Força Naval d'Atac i Suport de l'OTAN (STRIKFORNATO) a Oeiras, Portugal
- Comandament de Sistemes d'Informació i Comunicació de l'OTAN (NCISG) a Mons, Bèlgica

### Comandant suprem aliat a Europa
Des de 2003, el comandant suprem aliat a Europa (SACEUR) també és cap del Comandament Aliat a Europa i cap del Comandament Aliat d'Operacions.